# Lienardia thalera
Lienardia thalera é uma espécie de gastrópode do gênero Lienardia, pertencente a família Clathurellidae.